# The Ooze
The Ooze är ett TV-spel till Sega Mega Drive från 1995.
Spelaren styr en forskare, Dr. Caine, som efter en incident i ett laboratorium förvandlas till en oformlig pöl av grön sörja. Spelet går ut på att samla DNA som är till hjälp för att huvudkaraktären ska kunna återfå sin mänskliga skepnad. 
Som The Ooze kan man variera i storlek och ens hastighet skiftar beroende på vilka föremål man kommer över. Man kan exempelvis spotta sörja på fiender, men följden blir då att ens storlek minskar och att formen blir en annan. I The Ooze är spelets kameravy riktad uppifrån och ner.  
Spelet var ett av de sista som utkom till Mega Drive.